# Théo Attissogbé
Théo Attissogbé (Périgueux, 19 novembre 2004) è un rugbista a 15 francese, utility back di Pau.

## Biografia
Nativo di Périgueux, in Dordogna, si è formato rugbisticamente tra Peyrehorade e, successivamente, Mont-de-Marsan prima di entrare nel 2022 nel centro di formazione a Pau.
Nel club dei Pirenei il debutto in prima squadra giunse a gennaio 2023 in Challenge Cup contro i Dragons, mentre a fine stagione si laureò campione mondiale U-20 in Sudafrica con la nazionale francese di categoria.
Della stagione a seguire è l'esordio in Top 14 contro il Racing 92; al termine di un campionato giocato da titolare, il CT della nazionale maggiore Fabien Galthié lo ha convocato per il tour della squadra in Sudamerica, durante il quale ha esordito a livello internazionale il 6 luglio 2024 a Mendoza contro l'Argentina.
Il 31 gennaio 2025 è giunto il debutto nel Sei Nazioni con due mete marcate allo Stade de France contro il Galles.